# Massesils
Els massesils (llatí: Massaesyli; grec antic: Μασσαισύλιοι) van ser una tribu de númides (d'arrel amaziga) al nord d'Àfrica, a la regió de Numídia. Era la principal tribu d'aquell territori, i va ser el centre del Regne de Numídia occidental.

## Territori i geografia
Estrabó explica que el «territori dels maures» és veí del dels Massaesyles, que comença al riu Molochath i acaba al cap Treton. El seu territori ocupava la part oriental de l'actual Marroc i dos terços de l'actual Algèria.
Titus Livi diu que l'any 203 aC Cirta era la capital del Regne de Sifax i els autors anteriors havien manifestat que el seu sobirà tenia interessos a Hispània i a l'oest del seu territori. En aquells moments, Siga era la ciutat més important dels massesils. Per això, Sifax va rebre-hi a Publi Corneli Escipió Africà Major i a Asdrúbal l'any 206 aC. En aquesta ciutat, també s'hi ha trobat moltes monedes del rei Sifax.
Rachgoun, Madagh, Les Andalouses, Bethioua, Guelta i Gouraya Sidi Brahim van ser altres centres costaners importants dels massesils, que tenien contactes comercials destacats amb la zona de l'actual Almeria.